# Isaak Faesch

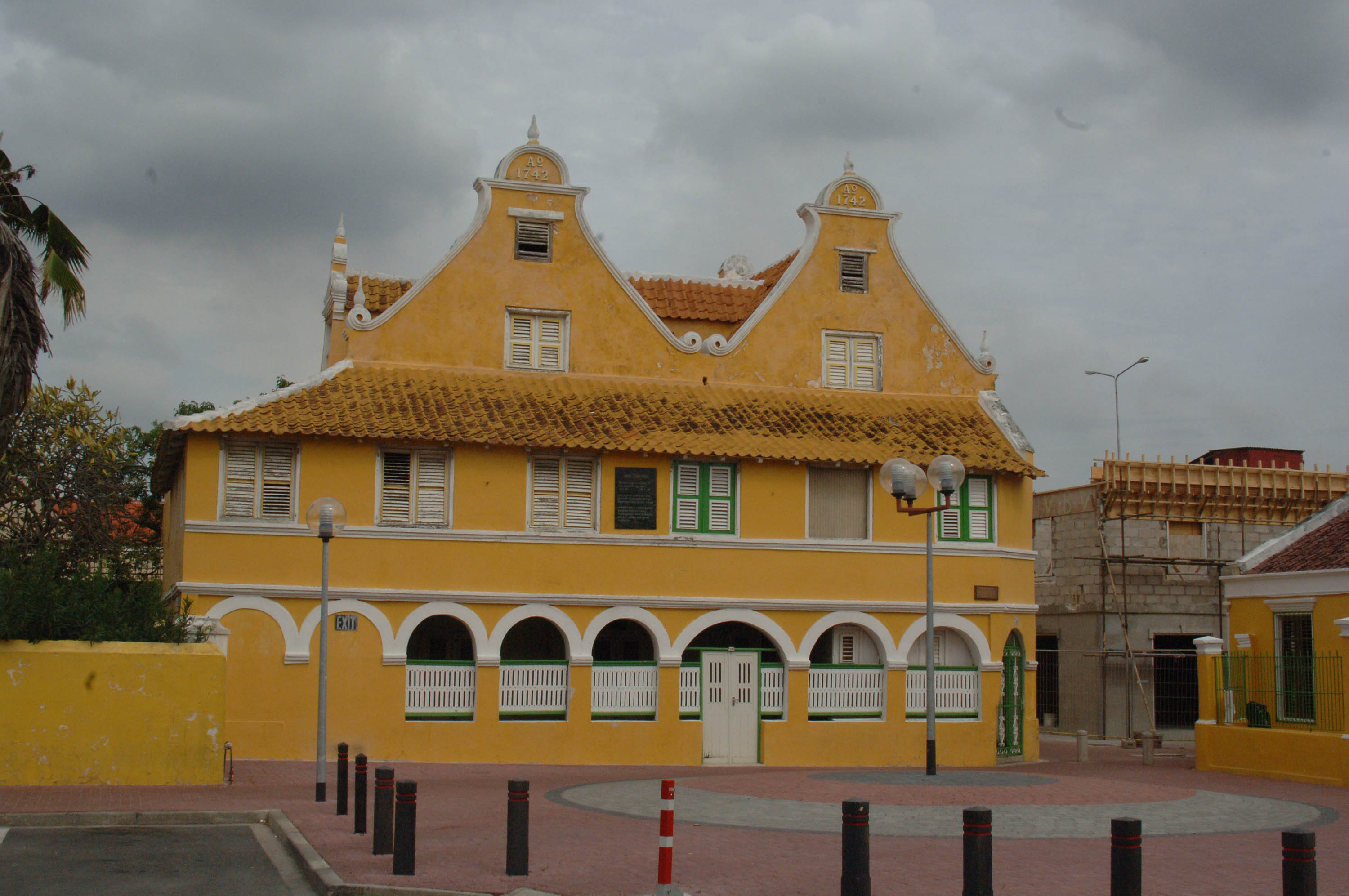
Wohnhaus Isaac Faesch

Isaak Faesch, auch Isaac Fäsch (* 4. September 1687 in Basel; † 13. Oktober 1758 in Willemstad auf Curaçao), war ein Schweizer Kaufmann, Sklavenhändler, Offizier in fremden Diensten sowie Gouverneur der niederländischen Kolonien St. Eustatius und Curaçao.

## Leben
Isaak Faesch entstammte dem wohlhabenden und adligen Geschlecht Faesch. Er war das jüngste von zehn Kindern des Stadtschreibers, Sechser der Zunft zum Schlüssel und Deputat der Kirchen und Schulen Johann Jacob Faesch (* 30. August 1638 in Basel; † 16. Mai 1706 ebenda) und dessen Ehefrau Ursula (* 28. März 1647 in Basel; † 2. September 1708), die Tochter des Basler Bürgermeisters Andreas Burckhardt (1604–1667). Sein Urgrossvater war der Bürgermeister von Basel Johann Rudolf Faesch (1572–1659) und sein Schwager der spätere Basler Bürgermeister Andreas Burckhardt (1652–1731).
Er heiratete aus der Ferne Eleonora Martin in Basel so dato in Curacao.
Nach einer kaufmännischen Ausbildung stieg er während des Spanischen Erbfolgekriegs als Offizier in fremden Diensten unter Marschall Louis-François de Boufflers in französischen sowie als Generaladjutant bei Prinz Eugen von Savoyen in österreichischen und schliesslich in holländischen Diensten bis zum Major auf, bis er 1713, nach dem Frieden von Utrecht, den Dienst quittierte und in die Handelsfirma seines Bruders Johann Rudolf Faesch († 1718) in Amsterdam eintrat, die im Überseehandel mit Westindien engagiert war. Nach dem Tod seines Bruders führte er das Handelshaus mit dessen Witwe Johanna (geb. Sprenger) weiter. Das Unternehmen ging dann 1720 in den Spekulationsblasen Südsee- und Mississippi-Blase bankrott und Isaak Faesch musste fliehen. Seine Schuldforderungen in Höhe von über 2 Millionen Gulden an das Frankfurter Bankhaus Johann Martin de Ron (1645–1722) wurden zur Hauptsache abgewiesen.

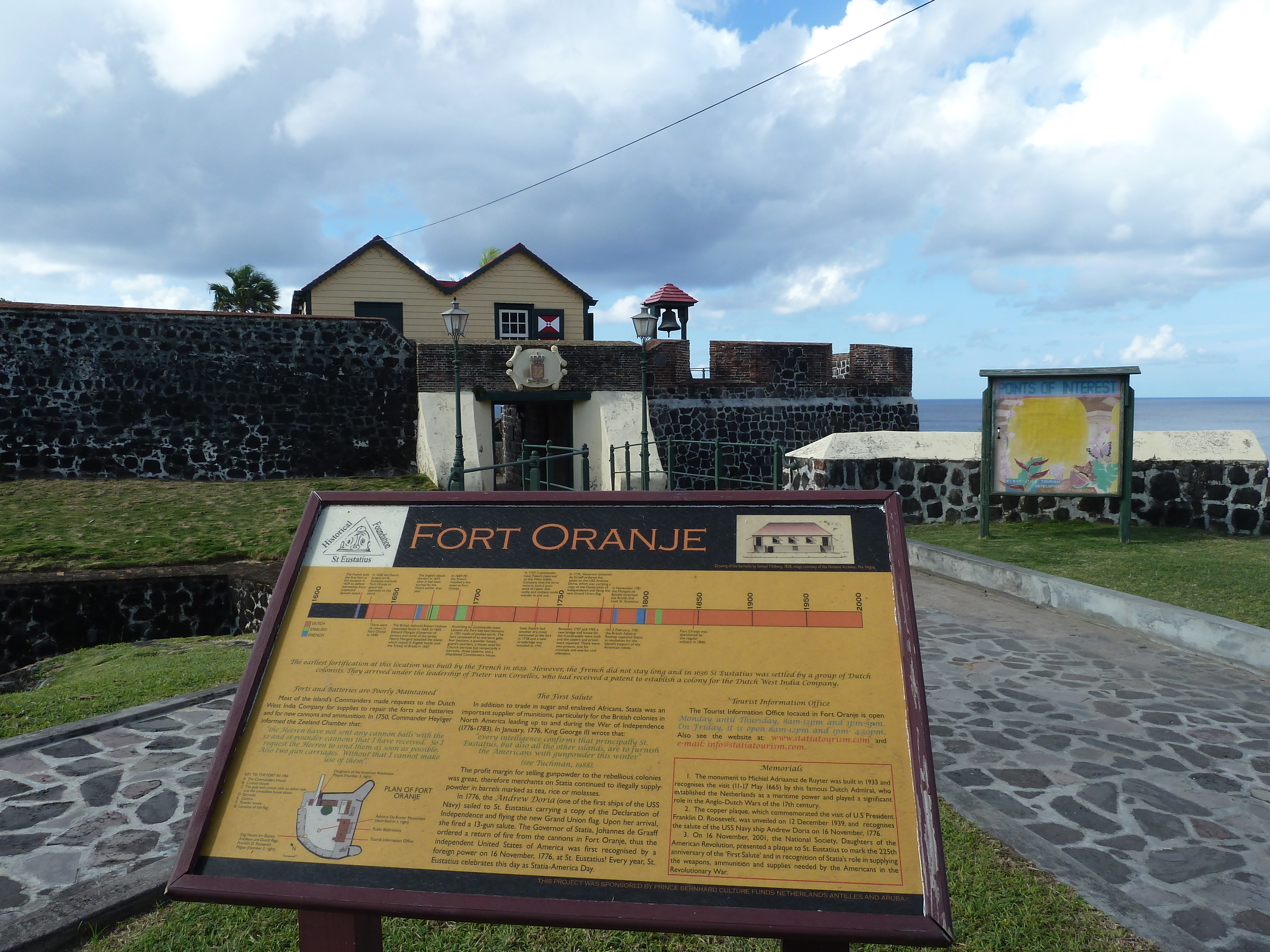
Fort Oranje

In den Jahren darauf trat er in den Dienst der niederländischen Westindien-Kompanie (WIC) ein und wurde 1735 zum Gouverneur von St. Eustatius ernannt, traf jedoch erst nach einer sechsmonatigen Überfahrt 1736 dort ein. Er und sein Handelspartner Johann Jacob Hoffmann aus Basel waren beide im Handel mit europäischen Leinen-, Baumwoll- und Seidenstoffen sowie Seidengarnen sowohl als Kommissionäre für Amsterdamer, Haarlemer und Leidener Kaufleute als auch auf eigene Rechnung auf den karibischen Inseln und dem spanischen Festland tätig. Sie exportierten von dort Zucker, Kaffee, Tabak, Kakao, Farbhölzer, Ingwer und Kopaivaöl in andere europäische Länder und engagierten sich als Makler im Schiffsversicherungsgeschäft. Nachdem ihm von den Holländern eine Handelstätigkeit untersagt worden war, wurde die kaufmännische Tätigkeit durch Johann Jakob Hoffmann fortgesetzt. Einen guten Einblick in diesen Bereich gibt das Briefkopierbuch der beiden, das Erhalten geblieben ist und auf rund 400 Seiten Kopien von 279 in französischer und holländischer Sprache verfassten Briefen aus der Zeit vom 5. August 1740 bis zum 22. Mai 1742 enthält. Während seiner Amtszeit auf St. Eustatius liess er im Fort Oranje in Oranjestad eine Zugbrücke errichten und es gelang ihm, einen auf der Insel St. Martin ausgebrochenen Aufstand zu unterdrücken und den vertriebenen Gouverneur John Philips wieder in dessen Amt einzusetzen.
1740 wurde Isaak Faesch Gouverneur der karibischen Insel Curaçao mit den unterstellten Inseln Aruba und Bonaire, der Drehscheibe der WIC für den Sklavenhandel mit dem amerikanischen Kontinent und für den Schmuggel mit englischen, spanischen und französischen Produkten aus Nord- und Südamerika sowie den Kleinen Antillen. Beginnend mit seinem Amtsantritt litt die Kolonie unter Arbeitskräftemangel, weshalb er regelmässig nach Amsterdam schrieb und Nachschub für den lokalen Sklavenmarkt anforderte; hierbei entliess er aber auch ältere Versklavte in Manumissionsverfahren aus der Sklaverei. In Fragen des Privathandels schlichtete er interne Konflikte in der kolonialen Elite der Insel. Er grenzte auch die Auseinandersetzungen innerhalb der jüdischen Gemeinde, die sich auf Curaçao niedergelassen hatte, mit militärischer Präsenz, harten Sanktionen und der Erlaubnis, eine zweite Synagoge zu errichten, ein.
Ihm unterstand die Plantage Hato, auf der er selbst versklavte Menschen besass; für diese verschärfte er die Körperstrafen. Als Gouverneur führte er 1745 Strafen wie Auspeitschungen, Brandmarkungen mit glühendem Eisen und die Verbannung in die Salinen von Bonaire wieder ein, um die öffentliche Ordnung zu garantieren. 1750 kam es zu einem Aufstand neu angekommener Sklaven aus dem von der WIC kontrollierten Fort Elmina an der afrikanischen Westküste, den Faesch mithilfe einer örtlichen Miliz aus Weissen, Mulatten und freigelassenen Sklaven gewaltsam niederschlagen liess. Auf seinen Befehl hin wurden 47 Versklavte hingerichtet, darunter auch 30 Männer und Frauen aus seinem Besitz. Die Hingerichteten wurden von einem Scharfrichter geköpft, die Köpfe auf Pfählen am Hafen zur Schau gestellt und ihre Leiber verbrannt.
Verschiedene seiner Neffen kamen als Kaufleute nach Curaçao, unter ihnen auch Johann Jakob Faesch 1756 und 1758 im Auftrag der Firma Faesch & van Hoven.
Isaak Faesch starb in seinem Haus in der Sebastopolstraat 26–28 in Willemstad ohne direkte Nachkommen und hinterliess ein Vermögen von 121 000 Gulden, von dem seine Basler Familienangehörigen nach holländischem Recht partizipierten. Die Abwicklung der Erbschaft dauerte fast zehn Jahre. Emanuel Faesch war der einzige noch lebende Bruder. Seine Söhne Johannes und Johann Jakob übernahmen das Gut. Seine Waren wurden nach Amsterdam überführt und auf einer öffentlichen Auktion verkauft.

## Mitgliedschaften
1745 kaufte er sich in Abwesenheit als Hosenlismer in die Basler Herrenzunft Safranzunft ein.

## Handelsunterlagen
- Briefkopierbuch Firmenarchiv Faesch, Isaak und Hoffmann, Johann Jakob, holländische Handelsagenten auf Curacao. 1740–1742 (Digitalisat).

## Siehe
- Schweizer Kolonialismus